# 喬治·華盛頓·卡弗
喬治·華盛頓·卡弗（1864年7月12日—1943年1月5日）是美國教育家、農業化學家、植物學家，第一個進入愛荷華州立大學並取得農業碩士學位的黑人。

## 早年
卡弗出生于19世纪60年代初，出生地为水晶宫附近的钻石林（现密苏里州牛顿县钻石镇）的一个奴隶家庭。他的出生日期不详，卡弗本人也不知道，因为当时正值美国内战期间，即1865年1月密苏里州废除奴隶制之前。他的奴隶主摩西·卡弗出身于一个德裔或英裔移民家庭[6]，他于1855年10月9日以700美元（约合2023年的18,133美元）的价格从威廉·P·麦金尼斯手中买下了乔治的父母玛丽和吉尔斯。[3][7][1]；當他還是嬰兒時，父親被殺身亡。卡弗的母親及小孩們均遭匪徒綁架，他的哥哥詹姆斯(James)从匪徒手中逃走了，主人摩西·卡弗（Moses Carver）以一匹值美金300元的馬換回病重的喬治·華盛頓·卡弗。在宣告解放黑奴後，他在主人家又住了數年，並承襲了主人的姓。

## 教育
他自心思敏锐，展现对植物过人的直觉知识。他十岁离开主人卡弗家，到密蘇里州尼歐肖（Neosho）的一所政府为黑人设计的初级学校「林肯」讀書。由於勤奮向學，加上恩主傾力支持，始得以繼續接受教育。十三岁时阿肯色州的斯科特堡申请初中。1885年，他自肯薩斯州明尼亞波利市的高中畢業，卡弗一心要上大學，但是那時代沒有黑人上大學，他曾經偽裝白人的姓名申請，雖然他的學歷符合高地大學（Highland University）的要求，但因是黑人，學校拒絕了他入學。有一次在愛荷華州溫特塞（Winterset）城的一個教會上初遇了繆霍兰（Milholand）博士。當他知道卡弗的困難時，就大力推薦卡弗進入宣信大學（Simpson University）就讀，此時他已經30歲了。卡弗把握機會努力讀書，又在老師巴布的推薦下於1890年進入愛荷華州印地安諾拉（Indianola, Iowa）的辛普森學院（Simpson College）就讀。藝術教授見其在植物方面的才華，鼓勵他轉至州立農業學院就讀。他於1894年獲得學后士學位。受僱於亞米斯實驗站（Ames Experiment Station），擔任著名的植物學家與菌學家路易斯·潘梅爾（Louis Pammell）的助理。他於1896年獲得碩士學位後，受布克·華盛頓邀请，前往阿拉巴馬州塔斯提吉學院（Tuskegee Institute），主持新設立的農業系。

## 發明與貢獻
他從事農業研究，著有成效，對社會貢獻至鉅。他從地瓜與花生提煉出三百餘種副產品，包括塑膠、染料、醫藥、麵粉、奶粉、木料塗漆及肥料。他對土壤使用與植物病蟲害的精深研究，促進了美國南方的經濟革新。他的實驗室研究結果與產品聞名全球。他創先安排一天讓小農夫到塔斯提吉學院學習使土壤肥沃的方法；顧及有些人無法到學校，卡弗首創「車上學校」。這種學院下鄉的作法，後來廣被美國農業部與其他國家所採用。

## 專論
1898年卡弗的第一個出版品，是一張稱為〔餵家畜吃橡實〕（Feeding Acorns to Livestock）的單張，其後又陸續出版了共44篇專論。

## 名譽

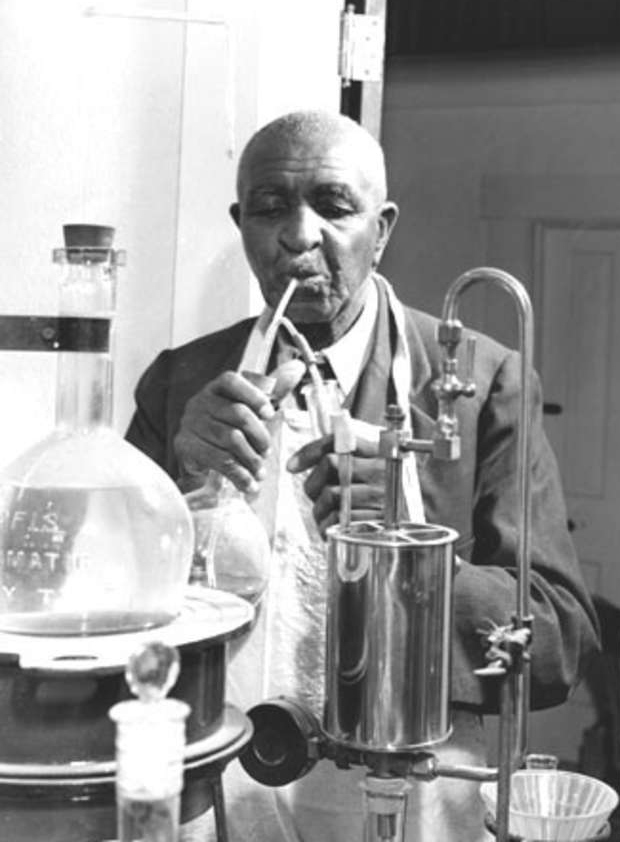
喬治·華盛頓·卡弗

1923年獲頒斯平加恩奖章（Spingarn Medal）；1939年獲頒羅斯福獎（the Roosevelt Medal）；1942年獲頒愛迪生基金會獎（the Thomas Edison Foundation Award）；1916年被選為英國皇家學院獎（The British Royal Society of Arts）；1973年被選列入〔美國偉人名錄〕（The Hall of Fame for Great Americans）。1940年，卡弗捐獻畢生積蓄，成立卡弗研究基金會（The Carver Research Foundation）。喬治·華盛頓·卡弗國家紀念館（George Washington Carver National Monument）座落於摩西·卡弗的農莊裡。1943年某日他從樓梯滾落下意識不明，被女僕發現，送進了醫院，然而數日後1月5日去世。國會特定每年1月5日為卡弗紀念日。

## 紀念
- 1947年和1998年，在美國發行卡弗紀念郵票。
- 1951年到1954年，發行卡弗肖像及布克·華盛頓博士肖像50分紀念硬幣。
- 本傑明·富蘭克林級潛水艇（Benjamin Franklin class submarine）的USS 喬治·華盛頓·卡弗號(USS George Washington Carver, SSBN-656)，紀念卡弗而命名。
- 喬治·華盛頓·卡弗高中 (George Washington Carver High School)，亞利桑那州鳳凰城一家因為種族隔離政策而開辦的高中。现已关闭。

## 外部連結
- 喬治·華盛頓·卡弗，塔斯基吉大學
- 喬治·華盛頓·卡弗，愛荷華州立大學
- Peter D. Burchard, "George Washington Carver: For His Time and Ours," National Parks Service: George Washington Carver National Monument. 2006. （页面存档备份，存于）
- Mark Hersey, "Hints and Suggestions to Farmers: George Washington Carver and Rural Conservation in the South," Environmental History April 2006
- George Washington Carver: The Making of a Myth （页面存档备份，存于）